# Формокрезол
Формакрезол — це суміш формаліну, крезолу і гліцерину, яка використовується в стоматології. Використовується для вітальної пульпотомії молочних зубів і як тимчасовий внутрішньоканальний препарат при терапії кореневих каналів.
Розчин Баклі являє собою 20 % формокрезолу, розведеного гліцерином і дистильованою водою.
Застосування формокрезолу в дитячій стоматології застаріло, а замість нього запропоновано сульфат заліза.